# Хуніор Алькантара
Хуніор Алькантара (ісп. Junior Alcántara; 2 жовтня 2004) — домініканський боксер, призер Олімпійських ігор, чемпіон Панамериканських ігор.

## Аматорська кар'єра
На чемпіонаті світу 2023 в категорії до 48 кг програв у другому бою.
На Іграх Центральної Америки і Карибського басейну 2023 в категорії до 51 кг зайняв друге місце, програвши у фіналі Юберхену Мартінесу (Колумбія).
На Панамериканських іграх 2023 здобув три перемоги, а у фіналі без бою був оголошений переможцем над Майклом Триндадом (Бразилія), і кваліфікувався на Олімпійські ігри 2024.
На Олімпійських іграх 2024 завоював бронзову медаль.
- В 1/8 фіналу переміг Ніджата Гусейнова (Азербайджан) — 5-0
- У чвертьфіналі переміг Рафаеля Лозано Серрано (Іспанія) — 5-0
- У півфіналі програв Білалу Беннама (Франція) — 0-5